# Tanggulla (nádraží)
Thang-ku-la (tibetstky: གདང་ལ་, wylie: gdang la; čínsky: 唐古拉站; pinyin: táng gǔ lā zhàn) je železniční stanice v Tibetské autonomní oblasti na železniční trati Golmud–Lhasa ve stejnojmenném pohoří. Nádraží bylo otevřeno 1. července 2006. Stanice se nachází ve výšce 5068 m n. m., což z ní činí nejvýše položenou železniční stanici na světě.
Oblast je velmi řídce obydlená a vlak zde zastavuje pouze za výjimečných okolností.
Na nádraží se nachází celkem tři koleje. Nástupiště má délku 1,25 km a pokrývá plochu 77 002 m². Thang-ku-la leží necelý kilometr od nejvyššího bodu čchingchajsko-tibetské železnice.